# 安蒂波德斯群岛
安蒂德波斯群島（Antipodes Islands）是屬於紐西蘭的無人島群。位於南緯49度41分東經178度48分的位置。位於斯圖爾特島的東南方650公里處。是紐西蘭的世界遺產亞南極群島的一部分。
名稱來源是因為該群島接近英國格林威治天文台的對蹠點（相對極，Antipodes），但實際的對蹠點位置略有差異，比較接近法國北海岸的瑟堡-奧克特維爾或勒芒。

## 外部連結
- 安蒂波德斯群島照片集